# Dendropsophus counani
Espèce
Dendropsophus counani est une espèce d'amphibiens de la famille des Hylidae.

## Répartition
Cette espèce est endémique du plateau des Guyanes, ou elle se rencontre au Brésil en Amapá, en Guyane, au Suriname et au Guyana,.

## Description
C'est une rainette de très petite taille, les mâles mesurent de 19,40 à 21,73 mm et les femelles de 22,1 à 24,50 mm. La coloration générale vu de brun au gris avec des marbrures claires. Elle porte deux taches crèmes bien distinctes sous les yeux. 

## Biologie

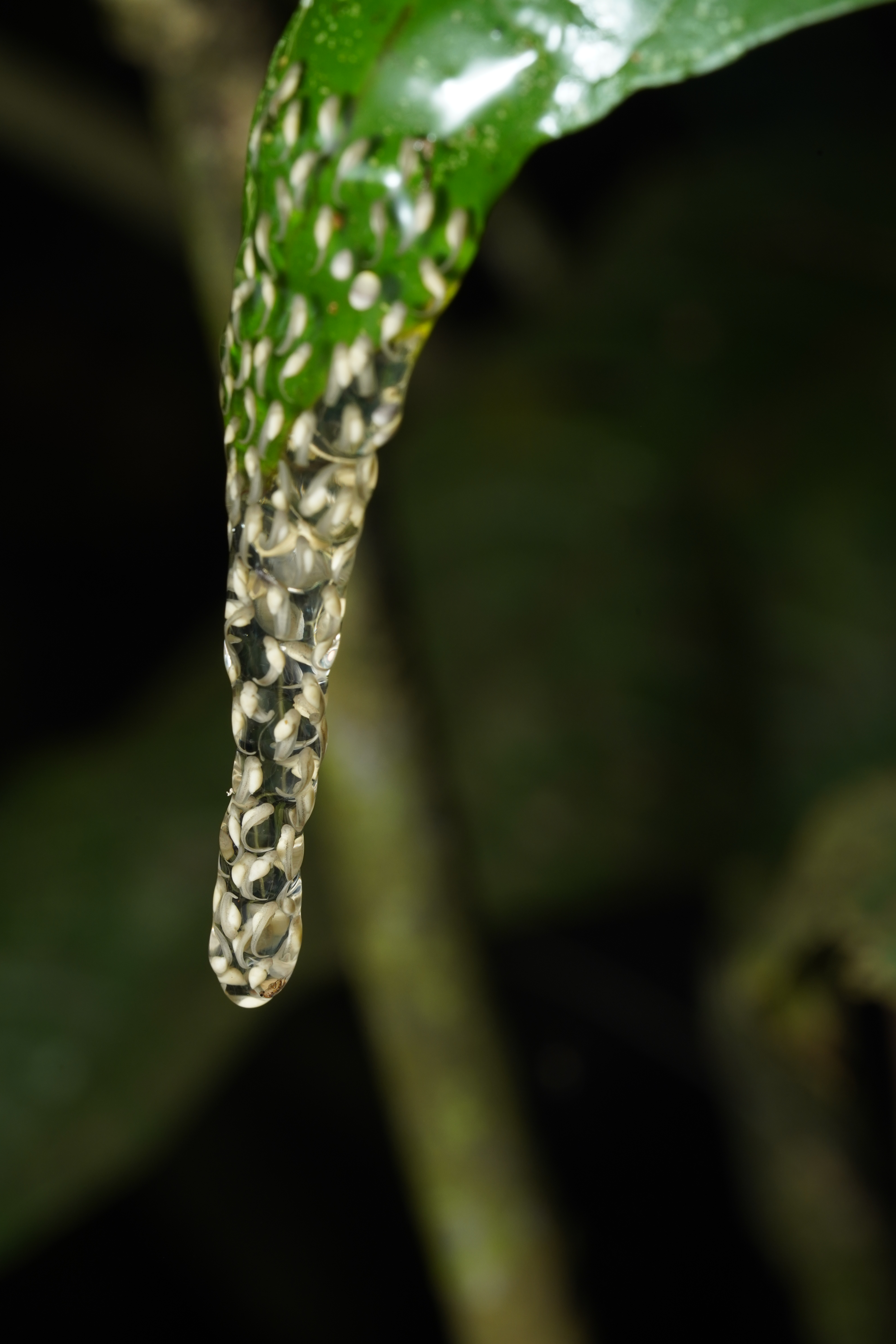
Têtards de Dendropsophus counaniI, maintenues dans une masse gélatineuse.

Dendropsophus counani vit dans les forêts tropicales humides, ou elle n'est observable que durant la période de reproduction, essentiellement en début de saison des pluies. Les mâles chantent haut dans le végétation, au dessus des mares temporaires. Les femelles pondent entre 50 et 70 œufs, qui sont maintenues dans une masse gélatineuses au dessus de la mare. Au bout des quelques jours, les têtards tombent de la masse gélatineuse et terminent leur développement dans l'eau. 

## Étymologie
Son nom d'espèce lui a été donné en référence au lieu de sa découverte, la République de Counani.

## Publication originale
- Fouquet, Orrico, Ernst, Blanc, Martinez, Vacher, Rodrigues, Ouboter, Jairam & Ron, 2015 : A new Dendropsophus Fitzinger, 1843 (Anura: Hylidae) of the parviceps group from the lowlands of the Guiana Shield. Zootaxa, no 4052(1), p. 39–64.